# Hełm boga
Hełm boga (ang. God helmet) – urządzenie wykorzystywane przez Michaela Persingera w badaniach eksperymentalnych z dziedziny neuroteologii (dział neurobiologii). Badania te miały za zadanie udowodnić, że wszelkiego rodzaju doświadczenia duchowe mogą zostać sztucznie wywołane w laboratorium, poprzez stymulację odpowiednich części mózgu. W tym celu stosowano właśnie hełm boga. Urządzenie umieszczone na głowie osoby badanej stymuluje mózg przy pomocy pola elektromagnetycznego. W eksperymentach przeprowadzonych przez Michaela Persingera część osób badanych opisywało swoje doświadczenia, z toku procedury eksperymentalnej, posługując się terminami stosowanymi zwykle do opisu doświadczeń duchowych np. poczucie bliskości Boga, lub zmarłej osoby, wrażenie "jedności" z otoczeniem.

## Aparatura
Persinger do zbudowania hełmu boga wykorzystał kask motocyklowy, który został zmodyfikowany tak, aby można było umieścić w nim dookoła głowy 4 zestawy solenoidów: w części czołowej, skroniowej i potylicznej. Działanie solenoidów jest analogiczne do działania TMS (ang. Transcranial magnetic stimulation), techniki klinicznej polegającej na stymulowaniu kory mózgu przy pomocy cewki magnetycznej. Powstające wskutek stymulacji prądy w tkance mózgowej tymczasowo zakłócają pracę neuronów. TMS tworzy jednak dużo silniejsze pole magnetyczne niż solenoidy umieszczone w hełmie boga.
W trakcie eksperymentu badanych umieszczano w wyciszonym pokoju na wygodnym fotelu, nakładano im hełm boga, aparaturę do EEG i zasłaniano im oczy połówkami piłeczek pingpongowych wypełnionych watą, tak aby nic nie widzieli.

## Wyniki
Zdaniem Persingera 80% badanych przez niego osób miało wrażenie, że w trakcie trwania eksperymentu ktoś znajduje się za ich plecami. Osoby religijne często uznawały tę istotę za Boga, anioła stróża, Chrystusa lub bliska zmarłą osobę. Niektórzy badani płakali, inni twierdzili, że słyszeli głos Boga lub że widzieli demony. Badani opisywali swoje doświadczenia jako faktycznie przeżycia, nie jako coś, co po prostu widzieli (halucynoidy). Rejestracja aktywności mózgu tych osób, przy pomocy EEG, wskazywała na wyhamowaną pracę płatów ciemieniowych, w których zawierają się ośrodki czuciowe ciała. Mogłoby to tłumaczyć poczucie "jedności z otoczeniem" odczuwane przez część badanych. EEG wykazało również zaburzenie pracy płatów czołowych, co wyjaśniałby trudności niektórych badanych z poczuciem upływu czasu. Również słyszenie głosów okazało się skorelowane z pobudzeniem w ośrodkach mowy.

## Dyskusja
Trwa dyskusja nad źródłem zmierzonego przez Persingera efektu. W grudniu 2004 roku czasopismo Nature opublikowało raport z badań szwedzkiej grupy naukowców, którzy podjęli się próby powtórzenia eksperymentu Persingera w warunkach podwójnie ślepej próby. Nie byli jednak w stanie uzyskać potwierdzenia dla skuteczności hełmu boga. Susan Blackmore, psycholog eksperymentalny i doświadczona badaczka paranormalnych doświadczeń, niechętnie podchodzi do pomysłu odrzucenia teorii Persingera. Twierdzi, że gdy poddała się temu eksperymentowi doświadczyła czegoś tak niesamowitego, że byłaby bardzo zaskoczona gdyby okazało się, że to tylko efekt placebo. Sam Persinger nie zgadza się z tym, że szwedzka próba replikacji jego badań była udana. Twierdzi, że Pehr Granqvist i jego współpracownicy nie byli nawet bliscy replikacji. Swoje stanowisko argumentuje tym, że długość czasu ekspozycji na pole magnetyczne na jaką wystawieni byli badani, w szwedzkiej replikacji, była niewystarczająca aby uzyskać ten sam efekt co on. Ponadto komputery, które zostały użyte w Uppsala, były innej architektury niż te, które były wymagane do uzyskania prawidłowej kombinacji pól magnetycznych na cewkach przy głowie. Broni się również, że w jego własnych badaniach w przypadku większości osób badanych stosowano podwójnie ślepą próbę. Ostatecznie, ekipa Granqvista przyznaje się do technicznej porażki przy swojej próbie, dywagując nad innymi jej aspektami w następnych swoich publikacjach.